# ارکی
ارکی (به عربی: إركي) یک منطقهٔ مسکونی در لبنان است که در شهرستان صیدا واقع شده‌است.